# Old Tappan
Old Tappan é um distrito localizado no estado americano de Nova Jérsei, no Condado de Bergen.

## Demografia
Segundo o censo americano de 2000, a sua população era de 5482 habitantes.
Em 2006, foi estimada uma população de 6013, um aumento de 531 (9.7%).

## Geografia
De acordo com o United States Census Bureau tem uma área de
10,6 km², dos quais 8,4 km² cobertos por terra e 2,2 km² cobertos por água.

## Localidades na vizinhança
O diagrama seguinte representa as localidades num raio de 4 km ao redor de Old Tappan.